# THINKR
株式会社THINKR（シンカー、英: THINKR INC.）は、東京都目黒区に本社を起き、映像製作や音楽アーティストのマネジメントなどを営むエンターテインメント企業である。

## 概要
クリエイティブスタジオの「ANSWR」（2007年設立）と「2.5D」（2011年設立）が前身で、2016年に両者が事業統合してTHINKRが設立された。2024年7月まではエイベックス・ミュージック・クリエイティヴの連結子会社だった。
社名は英語の「Think」と「Revolution」「Rebuild」「Relationship」などの頭文字「R」に由来し、さらに思考する人という意味の「Thinker」を掛けている。スペルの「E」が欠如しているのは「余白を持たない完璧なものばかりを求めるのではなく、時に発展の途上にあるもの、欠落している状態の中から新たな魅力を見出し、そこに美しさや儚さ、希望を感じたいという想いから」としている。

## 沿革
- 2016年4月：ANSWRと2.5Dが事業統合し、株式会社THINKRを設立。
- 2018年：青葉台に本社を移転、「UNICORN STUDIO」設立。
  - 5月：イクストル（現・aNCHOR）[注 1]の子会社となる[3]。
- 2019年：「FLAT STUDIO」と「KAMITSUBAKI STUDIO」設立。
- 2020年：「QA STUDIO」設立。
- 2021年：「SINSEKAI STUDIO」設立。
- 2023年7月：SINSEKAI STUDIOがKAMITSUBAKI STUDIOへ統合し「SINSEKAI RECORD」となる[4]。
- 2024年
  - 5月8日：「ALLT STUDIO」と「PHASE STUDIO」を設立、KAMITSUBAKI STUDIOから一部アーティストの移籍が発表される[5]。
  - 7月26日：親会社であったエイベックス・ミュージック・クリエイティヴがTHINKRの株式を全て売却、エイベックス・グループから独立[6][7]。同時に阪急阪神ホールディングス、JAFCO、HIRAC FUND、Makers Fund、Cygames Capital、KDDI Open Innovation Fund、Yostar、千島土地、THIRDWAVEからの第三者割当増資、並びにりそな銀行からの融資を受ける[8]。
    - なお、エイベックス・グループとの提携自体は今後も継続される。
    - 「FLAT STUDIO」がTHINKRの運営から外れる。